# Abbas II. (Ägypten)

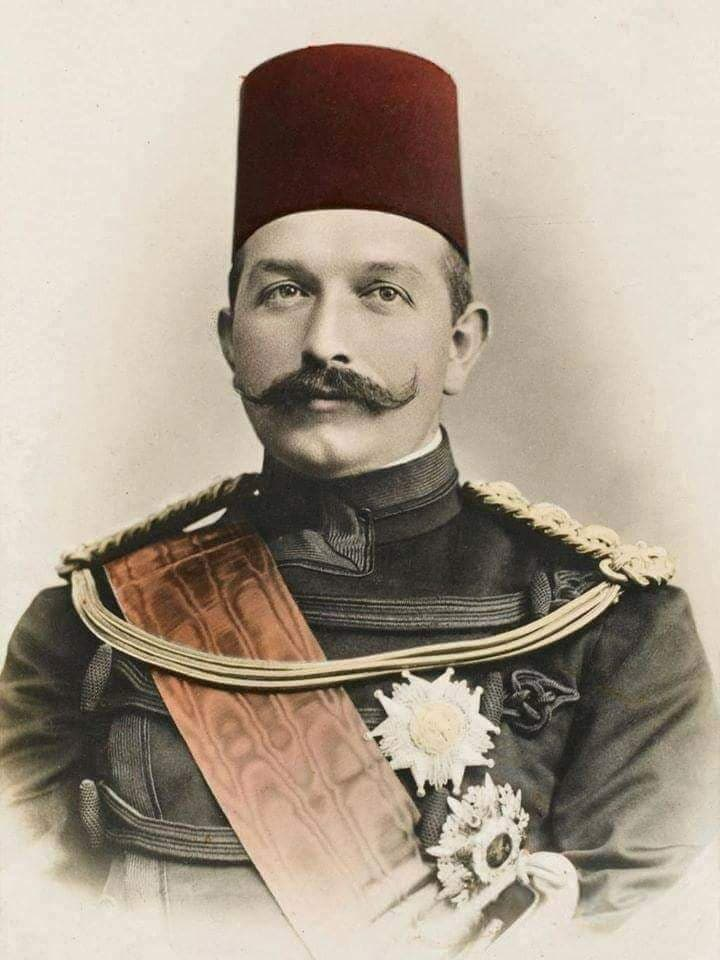
Abbas II.

Abbas II. (arabisch عباس حلمي الثاني), mit vollem Namen Abbas Hilmi Pascha (* 14. Juli 1874 in Alexandria; † 21. Dezember 1944 in Genf) war von 1892 bis 1914 der dritte und letzte Khedive (Vizekönig) des Khedivats Ägypten. Das Land stand damals unter der Hegemonie des Vereinigten Königreichs. Da Abbas Ägypten von der britischen Dominanz lösen wollte und eine eigenständige Regierungsweise anstrebte, kam er rasch in Konflikt mit der Kolonialmacht. Nachdem sich das Osmanische Reich nach dem Ausbruch des Ersten Weltkriegs 1914 den Mittelmächten angeschlossen hatte, setzten die Briten den nationalistischen Khedive ab und ernannten an seiner Stelle seinen probritischer gesinnten Onkel Hussein Kamil zum ägyptischen Sultan. Damit endete de jure die 400-jährige osmanische Herrschaft über das Nilland. Abbas ging ins Exil, das er meist in der Schweiz verbrachte.

## Leben

### Abstammung; frühes Leben
Abbas Hilmi II. war ein Sohn des Khediven Muhammad Tawfiq Pascha von Ägypten und dessen Gattin Emina Ilhami, einer Enkelin von Abbas I. Er hatte einen jüngeren Bruder, Muhammad Ali Tawfiq, und drei Schwestern. Ebenso wie sein Vater stammte er aus der Dynastie des Muhammad Ali, die in Ägypten den Titel eines Khediven, anstelle eines Wali (Gouverneur), führten, um die nominelle Oberhoheit des Osmanischen Reichs über das faktisch unabhängige Ägypten zum Ausdruck zu bringen. Im Anglo-Ägyptischen Krieg besetzte Großbritannien 1882 Ägypten, ohne die offizielle Zuordnung des Landes zum Osmanischen Reich zu beenden. Die Politik des Landes wurde nun aber maßgeblich durch den britischen Generalkonsul Evelyn Baring bestimmt.
Ab seinem achten Lebensjahr wurde Abbas zusammen mit seinem Bruder in einer von seinem Vater errichteten Schule nahe des Abdin-Palastes in Kairo von arabischen, türkischen und europäischen Lehrern unterrichtet. 1883 wurde er in die Schweiz geschickt, wo er zuerst eine Schule in Lausanne und anschließend in Genf besuchte. Dieser Unterricht diente ihm als Vorbereitung für seine Ausbildung am Theresianum in Wien, in das er 1887 eintrat. Neben Türkisch und Arabisch erlernte er auch europäische Sprachen, insbesondere Englisch, Französisch und Deutsch.

### Regierung

#### Erste Konflikte mit den Briten
Die Ausbildung in Wien musste Abbas abbrechen, als sein Vater plötzlich am 7. Januar 1892 im Alter von 39 Jahren verstarb. Bereits am folgenden Tag wurde er von der osmanischen Regierung als Nachfolger seines Vaters anerkannt. Wenige Tage später traf er in Kairo ein. Allerdings hatte er noch nicht sein 18. Lebensjahr erreicht, das nach dem ägyptischen Gesetz als Mindestalter für die Thronfolge vorgeschrieben war. Da die Briten indessen ein Interregnum vermeiden wollten, ermöglichten sie Abbas’ sofortigen Regierungsantritt. Der vom 27. März 1892 datierende Bestallungs-Ferman der Hohen Pforte wurde am folgenden 14. April in Kairo feierlich verlesen. Abbas trug einen Schnurrbart und in der Öffentlichkeit die Uniform der türkischen Herrscherfamilie sowie als Kopfbedeckung einen Fes.
Zu Beginn seiner Regierungszeit umgab sich Abbas II. mit einer Gruppe von teils europäischen Beratern, die gegen die britische Besetzung Ägyptens waren. Unter deren Einfluss verfolgte er im Gegensatz zu seinem probritisch eingestellten Vater eine nationalistische Politik und missbilligte, dass der Generalkonsul Evelyn Baring die faktische Herrschaft in Ägypten ausübte. So geriet in Konflikt mit der Okkupationsmacht. Schon im April 1892 wurde der britische Sirdar (Oberbefehlshaber) der ägyptischen Armee Francis Grenfell abberufen, dem Abbas feindselig gegenüberstand. An seiner Stelle übernahm Herbert Kitchener dieses Militärkommando. Der neue Nationalismus machte sich u. a. in der Bevorzugung der arabischen Sprache und der Berichterstattung der Zeitungen bemerkbar. Anfang Januar 1893 wollte Abbas den probritischen kränkelnden Premierminister Mustafa Fahmi Pascha durch den ägyptischen Nationalisten Hussein Fakhri Pascha ersetzen. Evelyn Baring war gegen diese Nominierung und forderte, künftig vor jeder Ernennung gefragt zu werden. Die zunehmende Verschärfung der Auseinandersetzungen ließ ein Einschreiten der Besatzungsarmee erwarten. Abbas musste nachgeben und einigte sich am 17. Januar 1893 mit dem britischen Generalkonsul auf Riyad Pascha als neuen Premierminister. Ein unbequemer Berater von Abbas, der Schweizer Rouiller Bei, wurde beurlaubt und später entlassen. Die in Ägypten stationierten britischen Streitkräfte erhielten Verstärkungen.
Im Januar 1894 unternahm Abbas II. eine Inspektionstour an die ägyptische Grenze zum Sudan, wo in dieser Zeit der Mahdi-Aufstand stattfand. In Wadi Halfa machte er öffentliche Äußerungen, in denen er die von britischen Offizieren kommandierten Einheiten der ägyptischen Armee wegen deren angeblicher Ineffizienz kritisierte. Der britische Oberbefehlshaber der ägyptischen Armee, Herbert Kitchener, bot seinen Rücktritt an, der aber vom Generalkonsul Baring abgelehnt wurde. Letzterer forderte umgehend eine Entschuldigung des Khediven gegenüber der Armee und ihren Offizieren und zwang ihn zudem, den nationalistisch gesinnten Kriegsministers zu entlassen. Seit diesem Vorfall hegte Kitchener eine starke Antipathie gegen Abbas, während Baring dessen despektierliche Äußerungen offiziell dem jugendlichen Übermut des Khediven zuschrieb.
Trotz dieser Fehlschläge erhielt Abbas viel Unterstützung von Ägyptern, die den britischen Imperialismus ablehnten. Sie sahen in dem Khediven einen charismatischen Führer gegen die Kolonialmacht. Abbas pflegte heimliche Kontakte mit der osmanischen Regierung, welche die britische Kontrolle des Nillandes missbilligte. Ferner unterstützte er finanziell die damals entstehende, von Mustafa Kamil Pascha geleitete Bewegung ägyptischer Nationalisten. Beide verband der Kampf für die Abschüttelung der britischen Vorherrschaft und die Erreichung der Unabhängigkeit ihres Landes. Eine von Abbas gegründete Geheimgesellschaft entwickelte sich zu Kamils Watani-Partei, die anfangs auf französische Unterstützung hoffte. Der Khedive unterhielt auch regelmäßige Kontakte zu geistlichen Führern, vor allem zu Sheikh Ali Yusuf, dessen antibritische Tageszeitung al-Mu'aiyad („Der Unterstützer“) er mitfinanzierte. Seine Allianz mit den Nationalisten war indessen wegen – von den Briten ausgenützten – Auffassungsunterschieden über die politische Zukunft Ägyptens nicht beständig. Abbas schwebte dabei eine von ihm geführte starke Monarchie als Staatsform vor.

#### Ehen
Am 19. Februar 1895 heiratete Abbas eine frühere Hofdame seiner Mutter, Ikbal Hanim (1876–1941), mit der er vier Töchter und zwei Söhne, darunter den als Thronfolger designierten Prinzen Muhammad Abdel Moneim (1899–1979), hatte. Ab 1900 unterhielt er eine heimliche Liaison mit der österreichisch-ungarischen Adligen Marianne Török von Szentrö (1877–1968), die er von seinem Studienaufenthalt am Wiener Theresianum kannte. 1910 nahm sie den Namen Djavidan Hanum an. Wegen des Widerstands von Abbas’ Mutter und der früher von seinem Vater verordneten Monogamie für die Khediven hatte das Paar zunächst nur heimlich heiraten können. Djavidan Hanum war zum Islam konvertiert und vermählte sich mit dem Khediven am 28. Februar 1910 in einer vom ägyptischen Großmufti geleiteten offiziellen Trauung, die aber wegen ihres polygamen Charakters weiterhin geheim gehalten wurde. Wenn sich Abbas auf Reisen durch Ägypten, in die Türkei und nach Europa begab, wurde er häufig von Djavidam Hanum begleitet. Die Ehe blieb kinderlos und wurde 1913 geschieden.

#### Spätere Regierungsjahre
Unter Kitchener konnte eine anglo-ägyptische Streitmacht die verlorene Provinz Sudan in einem von 1896 bis 1899 dauernden Krieg zurückerobern. Der Sudan wurde ab 1899 als anglo-ägyptisches Kondominium verwaltet. Abbas hatte nur widerwillig seine Zustimmung zu diesem Krieg gegeben und lehnte das 1899 etablierte Kondominium ab, da er eine alleinige ägyptische Kontrolle des Nils wünschte. Das 1904 geschlossene englisch-französische Bündnis (Entente cordiale), in dem Frankreich die Vormachtstellung des Vereinigten Königreichs in Ägypten anerkannte, zerstörte die Hoffnungen von Abbas und nationalistischen ägyptischen Kreisen auf französische Unterstützung gegen die Kolonialmacht. Mustafa Kamil Pascha plante nun eine Allianz mit dem Osmanischen Reich zur Unterstützung seines Kampfs gegen die britische Herrschaft. Die schon vor 1904 nachlassende Opposition Frankreichs gegen den britischen Einfluss in Ägypten hatte eine Distanzierung des Khediven von den Nationalisten veranlasst, da diese eine seinen Vorstellungen von einer autoritären Monarchie zuwiderlaufende Bestrebung zur Einrichtung einer konstitutionellen Monarchie verfolgten. So suchte Abbas eine Annäherung an die Briten. Deren Generalkonsul Baring hatte indessen wegen der anglo-französischen Allianz eine freiere Hand zu einer noch autoritäreren Regierung in dem Nilland. Nach dem Dinschawai-Zwischenfall (Juni 1906), bei dem die Kolonialbehörden eine ägyptische Attacke auf britische Offiziere rigoros ahndeten, unterstützte Abbas die Nationalisten wieder kurzfristig, indem er ihnen bei der Herausgabe englischer und französischer Zeitungen half.

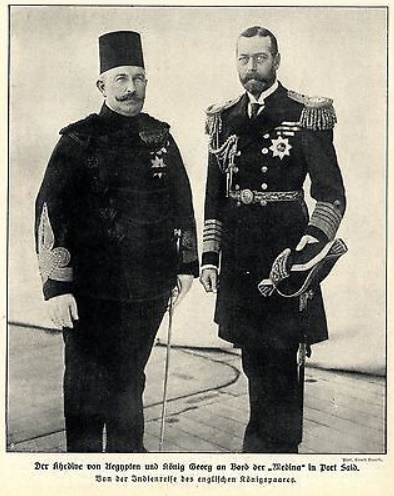
Abbas II. und König Georg V., 1911

Die Briten nutzten Abbas’ verschwenderischen Lebensstil aus und griffen seine geschäftlichen Transaktionen in Pressemeldungen scharf an, um zwischen ihn und die radikalen Nationalisten einen Keil zu treiben. So beauftragte Abbas etwa den 1907 vollendeten Bau des Khedivenpalastes in Beykoz/Istanbul nach Entwürfen des italienischen Architekten Delfo Seminati.
Als 1907 nach Barings Rücktritt Eldon Gorst britischer Generalkonsul in Ägypten wurde, verbesserten sich Abbas’ Beziehungen zur Kolonialmacht deutlich. Er pflegte freundschaftliche Beziehungen mit Gorst; so verband beide Männer etwa ihr gemeinsames Interesse an Pferdezucht. Gorst stärkte die Autorität der ägyptischen politischen Institutionen und die Macht des Khediven. Seine Annäherung an die Briten machte Abbas aber bei den Nationalisten unbeliebt. Mit Gorsts Hilfe initiierte er ägyptische Kultur- und Bildungsprojekte, so 1908 die Errichtung einer ägyptischen Universität. Im November 1908 wurde sein enger politischer Vertrauter, der Kopte Boutros Ghali, ägyptischer Ministerpräsident, der eine probritische Gesinnung hatte. Mit der Zustimmung von Abbas verabschiedete Ghalis Regierung 1909 ein die Pressefreiheit einschränkendes Gesetz, das sich vor allem gegen nationalistische Zeitungen richtete. Sowohl der Khedive als auch Ghali unterstützten die Verlängerung der britischen Konzession für den Betrieb des Sueskanals um 40 Jahre. Im Februar 1910 wurde Boutros Ghali von einem jungen Medizinstudenten erschossen. Im Juli 1911 starb Eldon Gorst, an dessen Begräbnis Abbas, der seinen engen Freund betrauerte, teilnahm.
Gorsts Nachfolger wurde der Abbas wegen der oben erwähnten früheren Konflikte sehr feindlich gegenüberstehende Herbert Kitchener. Er etablierte wieder eine sehr autokratische britische Kolonialherrschaft und demütigte den Khediven wiederholt, indem er u. a. bei Treffen mit Abbas in der Uniform eines Feldmarschalls anstelle des Gewandes eines Generalkonsuls erschien. Die Briten argwöhnten, dass der Khedive die antibritischen Aktivitäten der ägyptischen Nationalisten wieder nachdrücklich unterstützen würde. 1913 versuchte Abbas seine Anhänger in die neue gesetzgebende Versammlung zu bringen, hatte aber nur teilweisen Erfolg, da sein alter Feind Sad Zaghlul der Sprecher dieses politischen Gremiums wurde. Die protürkische Haltung der Nationalisten führte Anfang 1914, kurz vor dem Beginn des Ersten Weltkriegs, zu starken politischen Spannungen. Da Kitchener eine von Abbas gewünschte Audienz beim britischen König Georg V. in London hintertrieb, begab sich der Khedive auf seine Güter in der Türkei.

### Absetzung; Leben im Exil
Abbas II. hielt sich im Sommer 1914 in Konstantinopel auf, um sich von den Schussverletzungen eines in dieser Stadt auf ihn verübten Attentats zu erholen, als der Erste Weltkrieg ausbrach. In der Folge trat das Osmanische Reich in ein Bündnis mit den gegen Großbritannien und Frankreich kämpfenden Mittelmächten ein. Der britische Generalkonsul Kitchener verhinderte Abbas’ Rückkehr nach Ägypten wegen dessen protürkischer Haltung und Unterstützung der nationalistischen Bewegung gegen die britische Besatzung. Über die britische Botschaft in Konstantinopel ließ er die Untersagung von Abbas’ Rückkehr offiziell verkünden. Einen Tag nach der am 18. Dezember 1914 beschlossenen Umwandlung von Ägypten in ein britisches Protektorat, wodurch das Nilland vom Osmanischen Reich abgespalten wurde, erfolgte Abbas’ Absetzung. Zu seinem Nachfolger wurde sein Onkel Hussein Kamil als Sultan von Ägypten bestimmt, gegen den Abbas deswegen zeitlebens einen Groll hegte. Der entthronte Khedive rief die Ägypter vergeblich zum Aufstand gegen die Briten auf. Er versprach sich von seinem Bündnis mit der osmanischen Regierung die Wiedererlangung der Macht in Ägypten. Seine diesbezüglichen Versuche fruchteten jedoch wegen gegenseitigen Misstrauens nicht, und aufgrund früherer Rivalitäten konnte er sich auch nicht mit den von Muhammad Farid angeführten exilierten ägyptischen Nationalisten verständigen. Nach einem Aufenthalt in Wien zog er in die Schweiz um und erhoffte vom Deutschen Reich verglich Unterstützung für seine Wiedereinsetzung als Khedive.
Auch nach dem Ersten Weltkrieg konnte Abbas nicht nach Ägypten zurückkehren. Vergebens verlangte er von der britischen Regierung Schadensersatz für seine in Ägypten beschlagnahmten Güter. Anfang der 1920er Jahre wurden auch seine Besitzungen in der Türkei eingezogen. Über die politischen anglo-ägyptischen Beziehungen schrieb er das kritische Werk A Few Words on the Anglo-Egyptian Settlement (1930). Auf seine Ansprüche auf den ägyptischen Thron verzichtete er offiziell im Mai 1931 gegen eine ihm von König Fu'ād I. zugesagte jährliche Rente. Anfang der 1930er Jahre nahm er an Friedensverhandlungen zwischen zionistischen und arabischen Führern zur Beilegung der Auseinandersetzungen zwischen Palästinensern und Juden teil. Aufenthalte in verschiedenen europäischen Hauptstädten nutzte er zur Tätigung kleinerer wirtschaftlicher Unternehmungen. Ab den späten 1930er Jahren schrieb er an seinen postum veröffentlichten umfangreichen Memoiren Während des Zweiten Weltkriegs blieb er in der Schweiz und unterstützte die Achsenmächte. Politische Bedeutung konnte er aber nicht mehr erlangen. Er starb kurz vor Kriegsende am 21. Dezember 1944 im Alter von 70 Jahren in Genf.

## Nachkommen
Aus der Ehe von Abbas II. und seiner ersten Gemahlin Ikbal Hanim gingen sechs Kinder hervor:
- Amina (12. Februar 1895 – 1954)
- Atiyatullah (9. Juni 1896 – 1971)
- Fathiya (27. November 1897 – 30. November 1923)
- Muhammad Abd al-Munim (20. Februar 1899 – 1. Dezember 1979)
- Lutfiya Shavkat (20. September 1900 – um 1975)
- Muhammad Abd al-Kadir (4. Februar 1902 – 21. April 1919)

## Autobiographie
- Amira Sonbol (Herausgeberin und Übersetzerin): The Last Khedive of Egypt: Memoirs of Abbas Hilmi II, Reading, UK 1998.